# Радикальная ось

Радикальная ось двух пересекающихся окружностей

Радика́льная ось — геометрическое место точек, степени которых относительно двух заданных окружностей равны. Иными словами, равны длины четырёх касательных, проведённых к двум данным окружностям из любой точки {\displaystyle M} данного геометрического места точек.

## Свойства
Радикальная ось является прямой, поскольку степень точки относительно окружности равна {\displaystyle x^{2}+y^{2}+Ax+By+C}, где коэффициенты {\displaystyle A}, {\displaystyle B} и {\displaystyle C} определяются через координаты центра и радиус окружности, то, приравняв степени точки относительно двух окружностей, получается:
{\displaystyle x^{2}+y^{2}+A_{1}x+B_{1}y+C_{1}=x^{2}+y^{2}+A_{2}x+B_{2}y+C_{2}\Leftrightarrow (A_{1}-A_{2})x+(B_{1}-B_{2})y+(C_{1}-C_{2})=0}
— уравнение прямой. Существует также доказательство этого факта с использованием только геометрических методов.

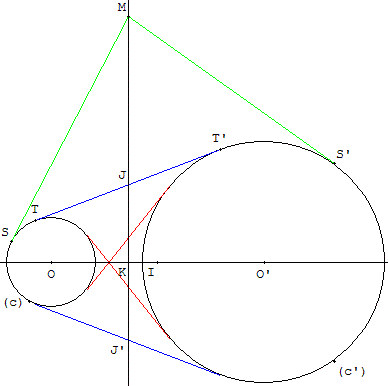
Радикальная ось двух непересекающихся окружностей

Радикальная ось существует тогда и только тогда, когда окружности неконцентрические, и может быть определена как для окружностей, так и для точек (окружностей нулевого радиуса) и мнимых окружностей (мнимого радиуса).

Три возможных случая: 1) окружности не пересекаются и ни одна из них не лежит внутри другой; 2) окружности пересекаются; 3) окружности не пересекаются и одна из них лежит
внутри другой

Радикальная ось перпендикулярна линии центров, что следует из симметричности обеих окружностей относительно линии центров.
Если {\displaystyle P} — точка на радикальной оси, то длины касательных из точки {\displaystyle P} к обеим окружностям равны — это следует из того, что степень точки равна квадрату длины отрезка касательной. В частности, радикальная ось делит пополам отрезки общих касательных.

Расширяющиеся окружности точек степени относительно каждой из двух начальных окружностей и точки, принадлежащие радикальной оси (жёлтые)

Если окружности пересекаются в двух точках, то их радикальной осью будет прямая, проходящая через эти точки, если они касаются внешним образом — то радикальной осью будет общая внутренняя касательная, если внутренним — то общая касательная (единственная).

Построение радикальной оси двух окружностей

Если прямые, содержащие хорды {\displaystyle AB} и {\displaystyle CD} первой и второй окружности соответственно пересекаются на радикальной оси, то четырёхугольник {\displaystyle ABCD} вписанный. Это несложно доказать: пусть {\displaystyle P} — точка пересечения. По свойству степени точки, она равна {\displaystyle PA\cdot PB,} а так как P лежит на радикальной оси, то она равна и {\displaystyle PC\cdot PD.} Так как {\displaystyle PA\cdot PB=PC\cdot PD,} то точки {\displaystyle A,B,C} и {\displaystyle D} лежат на одной окружности. Верно и обратное: если две окружности пересечь третьей так, что {\displaystyle AB} — общая хорда первой и третьей, а {\displaystyle CD} — общая хорда второй и третьей, то прямые AB и CD пересекутся на радикальной оси первых двух окружностей, причём в так называемом радикальном центре трёх окружностей (см. ниже). На этом свойстве основано построение радикальной оси циркулем и линейкой: построим окружность, пересекающую две данные в четырёх точках, а затем опустим из их радикального центра перпендикуляр на линию центров.

Радикальный центр трёх окружностей

Радикальные оси трёх окружностей с неколлинеарными центрами пересекаются в одной точке, называемой радикальным центром. Пусть {\displaystyle \Omega _{1},\Omega _{2},\Omega _{3}} — окружности, а {\displaystyle P} — точка пересечения радикальной оси окружностей {\displaystyle \Omega _{1}} и {\displaystyle \Omega _{2}} с радикальной осью окружностей {\displaystyle \Omega _{2}} и {\displaystyle \Omega _{3}}. Если {\displaystyle {\mathfrak {P}}(\omega ,A)} — степень точки {\displaystyle A} относительно окружности {\displaystyle \omega ,} то по определению радикальной оси {\displaystyle {\mathfrak {P}}(\Omega _{1},P)={\mathfrak {P}}(\Omega _{2},P)={\mathfrak {P}}(\Omega _{3},P),} и точка {\displaystyle P} лежит на радикальной оси окружностей {\displaystyle \Omega _{1}} и {\displaystyle \Omega _{3}.}

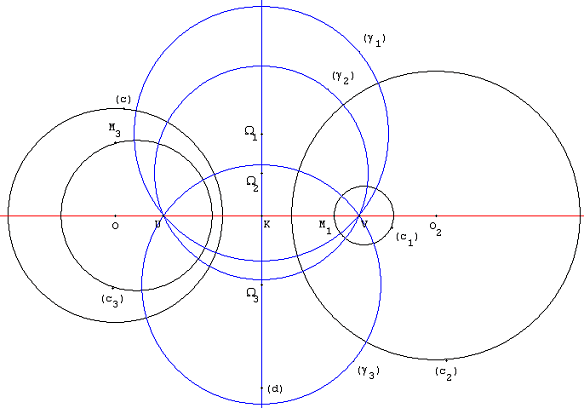
Геометрическое место центров окружностей, ортогональных двум данным, находится на радикальной оси

Геометрическое место центров окружностей, ортогональных двум данным, есть их радикальная ось с исключённой общей хордой (если она есть).
Антигомологические хорды[уточнить] двух окружностей пересекаются на их радикальной оси (видимо, имеются в виду две хорды, проходящие через две пары антигомотетических точек двух окружностей.
Если для четырёхугольника {\displaystyle ABCD} прямые {\displaystyle AB} и {\displaystyle CD} пересекаются в точке {\displaystyle F}, {\displaystyle BC} и {\displaystyle AD} — в {\displaystyle E}, то окружности, построенные на отрезках {\displaystyle AC}, {\displaystyle BD} и {\displaystyle EF}, как на диаметрах, имеют общую радикальную ось, на которой лежат точки пересечения высот треугольников {\displaystyle ABE}, {\displaystyle CDE}, {\displaystyle BCF} и {\displaystyle ADF} (прямая Обера — Штейнера).

Антигомотетические точки двух окружностей имеют хорды, которые пересекаются на радикальной оси

## Ортогональность

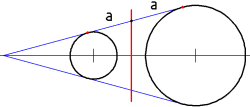
Построение радикальной оси двух непересекающхся окружностей; радикальная ось показана красной

Две окружности, пересекающиеся под прямым углом, называются ортогональными. Окружности можно считать ортогональными, если они образуют прямой угол друг с другом. Две пересекающиеся в точках {\displaystyle A} и {\displaystyle B} окружности с центрами {\displaystyle O} и {\displaystyle O'} называются ортогональными, если являются прямыми углы {\displaystyle \angle OAO} и {\displaystyle \angle OBO}. Именно это условие гарантирует прямой угол между окружностями. В этом случае перпендикулярны радиусы (нормали) двух окружностей, проведённые в точку их пересечения. Следовательно, перпендикулярны и касательные двух окружностей, проведённые в точку их пересечения. Касательная окружности перпендикулярна радиусу (нормали), проведённому в точку касания. Обычно угол между кривыми — это угол между их касательными, проведёнными в точке их пересечения.
Возможно другое дополнительное условие: если две пересекающиеся в точках {\displaystyle A} и {\displaystyle B} окружности имеют середины пресекающихся дуг в точках {\displaystyle C} и {\displaystyle D}, то есть дуга {\displaystyle AC} равна дуге {\displaystyle CB}, дуга {\displaystyle AB} равна дуге {\displaystyle DB}, то эти окружности называются ортогональными, если являются прямыми углы {\displaystyle \angle CAD} и {\displaystyle \angle CBD}.

## Следствия
На прямой, проходящей через точки касания двух вневписанных окружностей треугольника с двумя его сторонами, эти вневписанные окружности отсекают равные отрезки. Вариант формулировки: если две вневписанные окружности треугольника касаются двух его разных сторон и двух их продолжений в четырёх точках касания, то образуемый четырьмя последними точками, как вершинами, четырёхугольник есть равнобокая трапеция, у которой равны две боковые стороны, а также равны две диагонали (касательные к двум окружностям).
Диагонали описанного около окружности шестиугольника, соединяющие противоположные вершины, пересекаются в одной точке (теорема Брианшона для окружности).